# Иван Херцег
Иван Херцег е хърватски актьор, известен най-вече с участието си в сериалите „Долината на слънцето“ и „Изборът на Лара“.

## Биография
Роден е в Загреб на 2 ноември 1981 година. Като малък се увлича по спорта. Въпреки че първоначално записва икономика, любовта му към актьорството, също проявила се в детските години, не остава скрита и след време завършва намиращата се в родния му град Академия за драматични изкуства, където обаче не влиза от първия път.
Ролята на Яков Златар в хърватския сериал „Изборът на Лара“ е тази, която го прави известен на по-широка аудитория. За известността му допринасят и ролите във филмите „Није крај“, „Жена без тијела“, „Ту“ и „Пјевајте нешто љубавно“. Изиграва ролята на негативния персонаж Дино Попович в сериала „Најбоље године“. В ролята на Орест от „Орестия“ влиза на Дубровнишките летни игри от 2006 година. Участва и в постановката „Пустолов пред вратима“.